# Артур Зеліб
Артур Зе́ліб (нар. 7 липня 1878, Облазниця, Австро-Угорщина — † 1958, Венцборк, Польща) — польський і німецький літературознавець, публіцист і перекладач, професор Лозаннського університету, родом з Галичини. Був редактором журналу фр. «La Revue ukrainienne», що виходив у Лозанні (Швейцарія). Перекладав на німецьку мову твори Т. Шевченка, І. Франка, В. Стефаника.

## Біографія
Народився 7 липня 1878 року у селі Облазниця, що в Галичині. Вищу освіту отримав у Львівському університеті. У 1909 році переїжджає до Швейцарії.
У 1912 році у Лейпцигу вийшов переклад повісті Тараса Шевченка «Художник» німецькою мовою, здійснений Зелібом. Юлія Віргінія, німецька поетеса і перекладачка, написала вступну статтю до цього видання.
У 1915 році у Лозанні розпочав видавництво журналу «La Revue Ukrainienne» — ілюстрований український інформаційний місячник французькою мовою, де публікувались праці українських вчених (М. Драгоманова, М. Костомарова, М. Грушевського, В. Дорошенка, Є. Бачинського), переклади творів українських письменників (Т. Шевченка, І. Франка, В. Стефаника). Метою цього журналу, за його словами було інформування світової громадськості про «українську історію та літературу»:
| ...Українське питання поставлене, раніше чи пізніше воно має бути вирішене; тільки тоді, коли Україна стане незалежною, вона зможе розкривати всі свої таланти.[1] |
За участі А. Зеліба і Є. Бачинського при редакції журналу було засновано бібліотеку і архів.
Зеліб листувався із Іваном Франком, а після смерті поета опублікував некролог у «Gazette de Lausanne»:
| Українська література недавно втратила найбільшого поета, якого мала від часу смерти Шевченка. Іван Франко вмер у Львові 18 березня[a]: з ним пішов зі світу один з найблагородніших представників українського народу…[3] |
У 1923 році переїжджає до Польщі.

## Роботи

### Книги
- Geschichte der deutschen Literatur für Ausländer (нім.)

### Статті
- «Михайло Драгоманов»

### Переклади
- Der Künstler [Chudožnik]. Autobiographischer Roman von Taras Schewtschenko (1912) (нім.)
- «Вечірня година» В. Стефаника
- «Похорон» В. Стефаника